# Solioni (Rostov)
|  | Per a altres significats, vegeu «Solioni». |

Solioni (en rus: Солёный) és un poble (una khútor) de l'óblast de Rostov, a Rússia, segons el cens rus del 2010 tenia 199 habitants. Pertany al districte de Proletarsk.